# Hardthöhe

Hardthöhe é um distrito que fica localizado na parte ocidental de Bonn e também onde fica a sede do Ministério da Defesa da Alemanha.